# Morgan Mitchell
Morgan Mitchell (Carlton, 3 ottobre 1994) è una velocista australiana, specializzata nei 400 metri piani.

## Palmarès
| Anno | Manifestazione          | Sede           | Evento      | Risultato  | Prestazione | Note                                     |
| ---- | ----------------------- | -------------- | ----------- | ---------- | ----------- | ---------------------------------------- |
| 2012 | Mondiali juniores       | Barcellona     | 400 m piani | Semifinale | 53"88       | Miglior prestazione personale            |
| 2012 | Mondiali juniores       | Barcellona     | 4×400 m     | 7ª         | 3'38"84     | Miglior prestazione personale stagionale |
| 2014 | World Relays            | Nassau         | 4×400 m     | 9ª         | 3'31"01     |                                          |
| 2014 | Giochi del Commonwealth | Glasgow        | 400 m piani | Semifinale | 53"57       |                                          |
| 2014 | Giochi del Commonwealth | Glasgow        | 4×400 m     | 4ª         | 3'30"27     |                                          |
| 2015 | World Relays            | Nassau         | 4×400 m     | 7ª         | 3'30"03     |                                          |
| 2015 | Mondiali                | Pechino        | 4×400 m     | Batteria   | 3'28"61     |                                          |
| 2016 | Giochi olimpici         | Rio de Janeiro | 400 m piani | Semifinale | 52"68       |                                          |
| 2017 | World Relays            | Nassau         | 4×400 m     | 5ª         | 3'28"80     | Miglior prestazione personale stagionale |
| 2017 | Mondiali                | Londra         | 400 m piani | Batteria   | 52"22       |                                          |
| 2017 | Mondiali                | Londra         | 4×400 m     | Batteria   | 3'28"02     | Miglior prestazione personale stagionale |
| 2018 | Giochi del Commonwealth | Gold Coast     | 400 m piani | Semifinale | 52"65       |                                          |
| 2018 | Giochi del Commonwealth | Gold Coast     | 4×400 m     | 5ª         | 3'27"43     |                                          |
| 2019 | World Relays            | Yokohama       | 4×400 m     | 13ª        | 3'32"22     |                                          |
| 2019 | Universiadi             | Napoli         | 800 m piani | 8ª         | 2'04"19     |                                          |
| 2019 | Universiadi             | Napoli         | 4×400 m     | Bronzo     | 3'34"01     |                                          |
| 2019 | Mondiali                | Doha           | 800 m piani | Semifinale | 2'04"76     |                                          |
| 2021 | Giochi olimpici         | Tokyo          | 800 m piani | Batteria   | 2'05"44     |                                          |